# 湊 (東京都中央區)
湊（日语：／ Minato */?）是日本東京都中央區的地名。郵遞區號104-0043。

## 地理
位於中央區東部，屬京橋地域新富地區。北鄰八丁堀，東與新川之間隔龜島川，與佃之間隔隅田川，南連明石町，西接入船。

## 歷史
屬舊京橋區。
- 1971年（昭和46年）1月 - 實施住居表示，去掉湊町的「町」字，改稱「湊」。

### 地名的由來
江戶時代，這裡是商船的卸貨處與駁船接駁處，稱為湊町。

## 設施
- 中央區立中央幼稚園
- 東京都下水道局櫻橋第二抽水站
- 中央區立櫻川屋上公園
- 鐵砲洲兒童公園
- 鐵砲洲稻荷神社

湊屬築地警察署（所在地：築地）與京橋消防署築地出張所（所在地：明石町）所管轄。

## 備註
1. ↑  町丁目別世帯数男女別人口　中央区ホームページ  平成25年8月1日現在 的存檔，存档日期2013-03-12.
2. ↑  新富地區 町名の由来 - 中央區役所建築課調査係 的存檔，存档日期2008-10-07.,2011-11-18閲覧。